# 东亭山灯塔
东亭山灯塔又名外洋鞍岛灯塔，是浙江省舟山市境内的一座灯塔。灯塔位于普陀区境内的外洋鞍岛，扼船舶进入宁波舟山港的重要水道。1907年，灯塔建成。2011年，东亭山灯塔与舟山市和宁波市境内的其他十二座灯塔被列入第三次全国文物普查百大新发现，并于2013年成为全国重点文物保护单位。